# Чехословаччина
Че́хослова́ччина, Че́хо-Слова́ччина (чеськ. Československo, словац. Česko-Slovensko) — історична країна в Центральній Європі, що існувала в 1918–1939, 1945—1992. Складалася з двох республік — Чехії та Словаччини. Столицею було місто Прага. Постала 28 жовтня 1918. З 1939 по 1945 роки була частиною Нацистської Німеччини. У серпні 1992 ухвалено створити окремі Чехію та Словаччину.

## Офіційна назва
- 1918—1920: Республіка Чехословаччина (RČS)/Чехо-Словацька держава; або Чехо-Словаччина/Чехословаччина.
- 1920—1938: Чехословацька республіка (ČSR), або Чехословаччина.
- 1938—1939: Чехо-Словацька Республіка, або Чехо-Словаччина.
- 1945—1960: Чехословацька Республіка (ČSR, ЧСР), або Чехословаччина.
- 1960—1990: Чехословацька Соціалістична Республіка (ČSSR, ЧССР), або Чехословаччина.
- 1990: Чехословацька Федеративна Республіка / Чехо-словацька Федеративна Республіка (чеськ. Československá federativní Republika, словац. Česko-slovenská federatívna republika) (ČSFR, ЧСФР), або Чехословаччина / Чехо-Словаччина.
- Квітень 1990—1992: Чеська і Словацька Федеративна Республіка (чеськ. Česká a Slovenská Federativní Republika, словац. Česká a Slovenská Federatívna Republika) (ČSFR, ЧСФР), або Чехословаччина / Чехо-Словаччина.

## Становлення
Чехо-Словаччина постала 28 жовтня 1918 внаслідок поразки Австро-Угорщини в Першій світовій війні та дії визвольного руху чехів і словаків за кордоном і в країні. Головними творцями ЧСР були Томаш Масарик, Едуард Бенеш і генерал Мілан Растіслав Штефаник. Складовою частиною цього руху були війська, що утворились у результаті з'єднання чехів і словаків, які були організовані в Україні в 1917 з військовополонених та була утворена Чехословацька Народна Рада в Києві. Деякий час у Києві перебував Томаш Масарик, утримуючи зв'язки з Українською Центральною Радою. У боротьбі українців з Тимчасовим урядом і більшовиками наприкінці 1917 — на початку 1918 чехословацький політичний провід і військо проявили нейтралітет. У зв'язку з підписанням УНР Берестейського миру чехословацькі легіони перед німецькою й австрійською арміями, що наступали, подалися на схід у Росію і на Сибір.

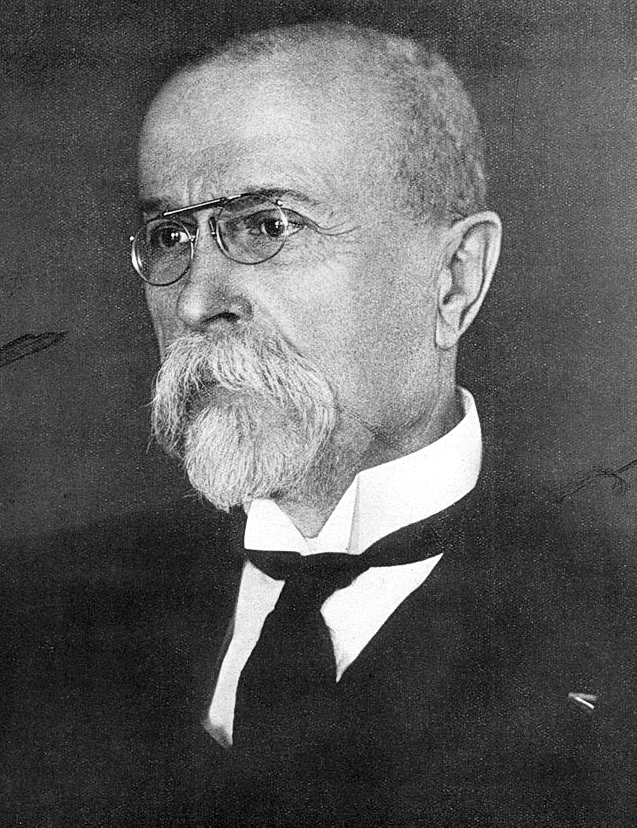
Томаш Гарріг Масарик

1919 року уряд Директорії УНР установив неофіційні дипломатичні взаємини з Чехословаччиною; послом УНР у Празі був Максим Славинський. Уряд ЗУНР також був репрезентований у Празі з кінця 1918 окремою дипломатичною місією, спершу очолюваною С. Смаль-Стоцьким, згодом Є. Левицьким. З 1921 Чехословаччина визнала де-факто УРСР, повноважним представником якої в Празі був М. Левицький. У Харкові короткий час 1921—1922 діяли чехословацькі торгові і дипломатичні місії. 1922 року уряд ЧСР подав допомогу населенню південної України, потерпілому від голоду, особливо на Мелітопольщині, де жили також чеські колоністи.
Ставлення уряду Чехо-Словаччини до української держави було узалежнене від ставлення до неї альянтів і Мирної конференції та від ситуації на російсько-українському фронті. У політичних колах ЧСР конкурували щодо цього дві течії — консервативна проросійська (К. Крамарж, Ї. Стржібрні, Й. Дюріх та ін.) та кола, представлені групою Масарика (Е. Бенеш, Я. Нечас, П. Маха, А. Немец, В. Гірса та ін.), що вели проукраїнську політику. Зокрема це було засвідчено у ставленні до ЗУНР та невизнанні польських претензій до Галичини. З урядом ЗУНР Прага підтримувала приязні відносини, уклала торгову угоду, отримуючи бориславську нафту й експортуючи промислові товари та зброю. У Станиславові й Самборі діяли чехословацькі місії. Дипломатично ЧСР підтримувала вимогу національного самовизначення щодо Східної Галичини. Зацікавлення Праги Україною і Росією було мотивоване не тільки традиційним слов'янофільством, а й конкретними господарськими інтересами, зокрема перспективами чеської торгівлі й капіталовкладів на Сході. З погляду безпеки ЧСР була зацікавлена спершу спільним кордоном з Україною чи Росією, а згодом утворенням блоку країн, що ним можна було б шахувати Австрію й Угорщину; звідси концепція Малої Антанти, в існуванні якої ключову роль відігравала належність Закарпаття до ЧСР («міст» між ЧСР і Румунією). Незважаючи на свою прозахідну орієнтацію та непогодження з радянським режимом, керівники ЧСР намагалися нормалізувати відносини з СРСР, що 1935 року призвело до підписання пакту неаґресії і взаємодопомоги.
З іншого боку, це не перешкоджало чехам ставитися прихильно до української еміграції, яка знайшла в ЧСР відносно найліберальніші умови та можливості своєї діяльності. Тут за міжвоєнного періоду розвинулися головні осередки української культури, науки і політичного життя еміграції (див. УВУ).

## Міжвоєнний період

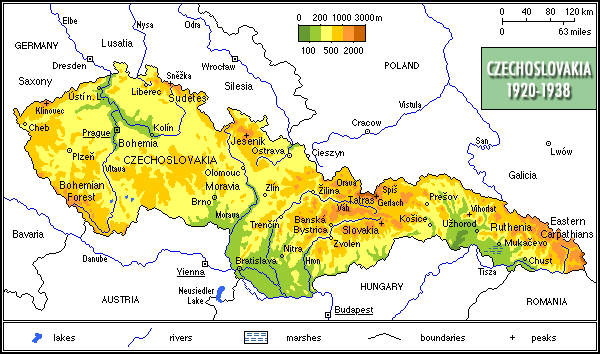
Чехословаччина у 1920—1938. Фізична карта

Національний склад Чехословаччини у 1930

Так звана перша республіка ЧСР (1919—1938) була багатонаціональною державою. Крім чехів і словаків, у ЧСР жили німці (23 % населення), угорці (5,6 %), поляки (0,6 %) й закарпатські українці (3,85 %). Останні приєдналися до ЧСР у результаті домовлення між представниками закарпатської еміграції в США і Т. Масариком та рішення Руської Центральної Ради в Ужгороді 09.05.1919; це було санкціоновано Сен-Жерменським договором 10.09.1919, який гарантував Підкарпатській Русі статус автономного краю в рамках ЧСР. (Про політику ЧСР в українській частині держави див. Підкарпатська Русь). Прага хронічно мала проблеми зі своїми меншинами, головним чином, із німцями й угорцями, у справі яких велася ревізіоністська акція з боку Німеччини й Угорщини. Словаки також домагалися територіально-політичної автономії.
Восени 1938 гітлерівська Німеччина, підтримувана Угорщиною й Польщею, створила міжнародну кризу довкола ЧСР. Для захисту власної території в Чехословаччині утворили Народні Гвардії. Проте Мюнхенська конференція 30 вересня 1938 схвалила перехід чеських земель (Судетська область) на окраїнах Богемії й Моравії до німецького Рейху. Під тиском Польщі уряд ЧСР віддав їй Тешинську Сілезію. 02.11.1938 Угорщині за результатами Віденського арбітражу передано південні окраїни Словаччини і Карпатської України.
«Друга», обкраяна, республіка, на чолі з президентом Е. Гахою, проіснувала до середини березня 1939 як федеративна держава з широкою автономією, наданою Словаччині, за законом 22.11.1938 Карпатській Україні. 15.03.1939 Богемію й Моравію окупували німці, утворивши «Протекторат Богемії і Моравії», а Словаччина і Карпатська Україна оголосили самостійність; останню також невдовзі окупувала Угорщина. З 1940 у Лондоні оформився уряд ЧСР в екзилі на чолі з президентом Е. Бенешем, якого визнали альянти. У цьому уряді інтереси підкарпатських русинів обстоювали П. Цібере й І. Петрущак. У СРСР генерал Л. Свобода організував 1943 року Чехословацьку бригаду для боротьби з німцями на боці альянтів, у якій опинилося чимало підкарпатських русинів.

## Повоєнний період

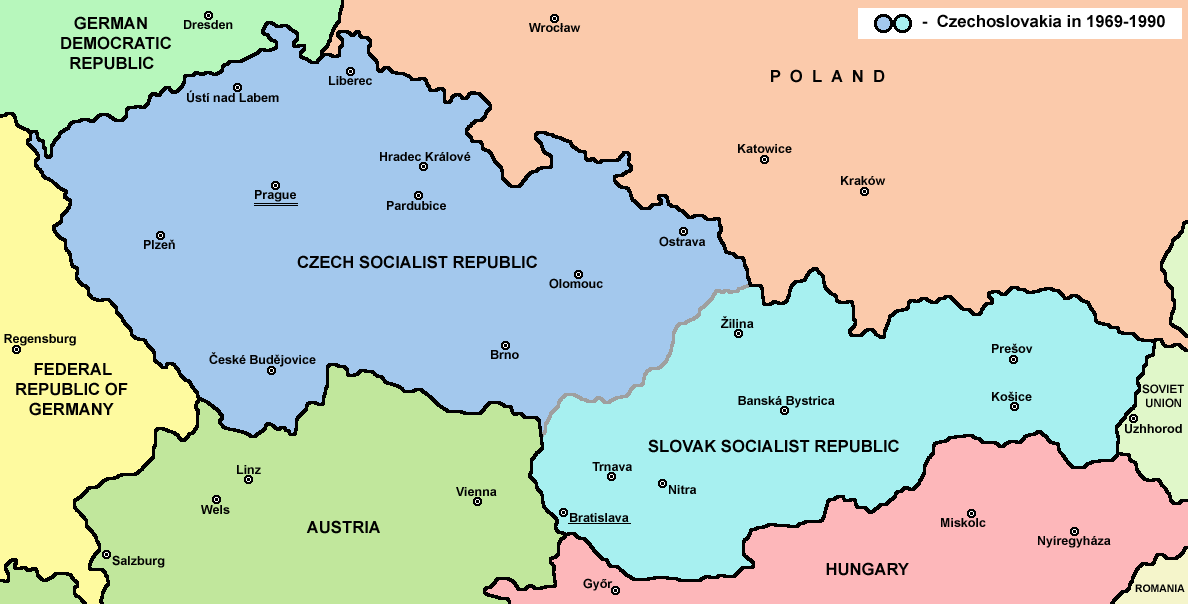

Див. також: Болгарсько-чехословацький договір (1948), Болгарсько-чехословацький договір (1968)
1944–1945 територію Чехо-Словаччини окупували радянські війська (частково західні альянти), що принесло кінець словацькій самостійності. Виникла «третя» республіка; з листопада 1944 до лютого 1945 тимчасово діяла делегація чехо-словацького уряду в Хусті, що її очолював міністр Ф. Нємець, управитель 5 східними округами Закарпаття. Діяльності делегації перешкодила місцева команда адміністрація Народної Ради Закарпатської України, утворена під егідою радянських військових органів. Угодою 29 червня 1945 ЧСР віддала колишню Підкарпатську Русь СРСР, і вона увійшла до складу УРСР. У результаті цієї угоди та примусового виселення німецької меншості характер багатонаціональної держави змінився: Словаччина одержала широку автономію, поступово знову зменшену; кількість українців зменшилася до 180 000 (1,4 % порівняно з 3,8 % перед війною). Українська, польська й угорська меншості користуються деякими культурними правами. (Про українців у ЧСР після 1945 див. Пряшівщина).

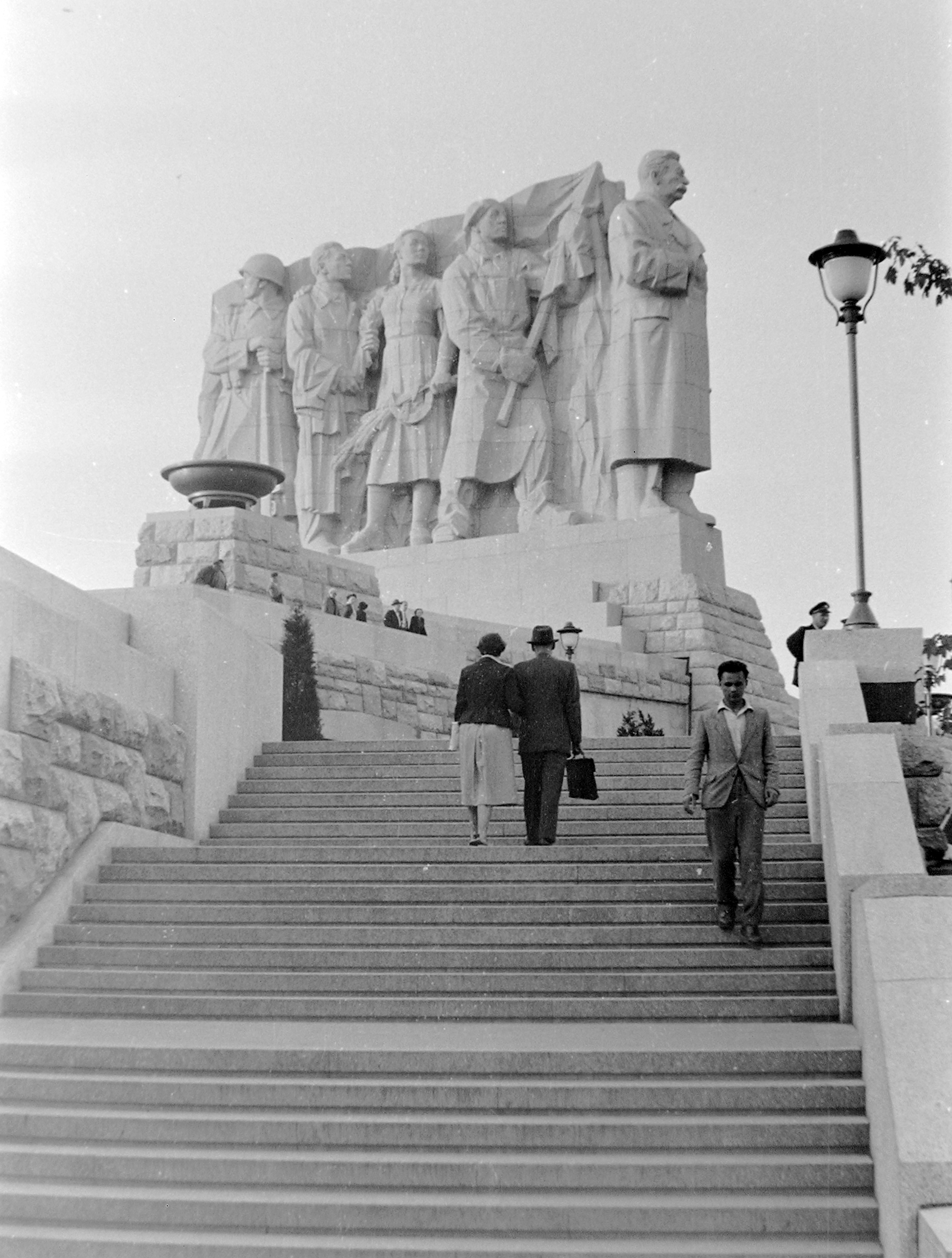
Пам'ятник Сталінові у Празі, символ повоєнного тоталітарзму

У лютому 1948 компартія Чехословаччини вчинила переворот: Чехословаччина стала «народною демократією» з однопартійним режимом, інтегрованою в радянський блок. Розпочалася колективізація, яка супроводжувалася репресіями проти «куркульства» та інших «антинародних елементів». Десятки тисяч людей було відправлено до концентраційних «трудових» таборів, тисячі людей у зманіпульованих процесах, так званих «юридичних убивствах», було засуджено до страти або відправлено до в'язниць — в умови, вижити у яких було неможливо. Кордон Чехословаччини із ФРН та Австрією став «залізною завісою» із Західним блоком, перетнути яку стало практично неможливо. Репресії, які були схожі на сталінські й відбувалися за безпосередніх консультацій із радянськими спецслужбами, тривали протягом десяти років. 1960 року країну перейменовано на Чехо-Словацьку Соціалістичну Республіку (ЧССР). У 1967–1968 роках, за А. Дубчека, розпочалися демократичні реформи — цей період отримав в історії назву «Празька весна». ЧССР було перебудовано на федерацію чехів і словаків; в обидвох законодавчих палатах, як і в Словацьких національних зборах, були представники української меншини.

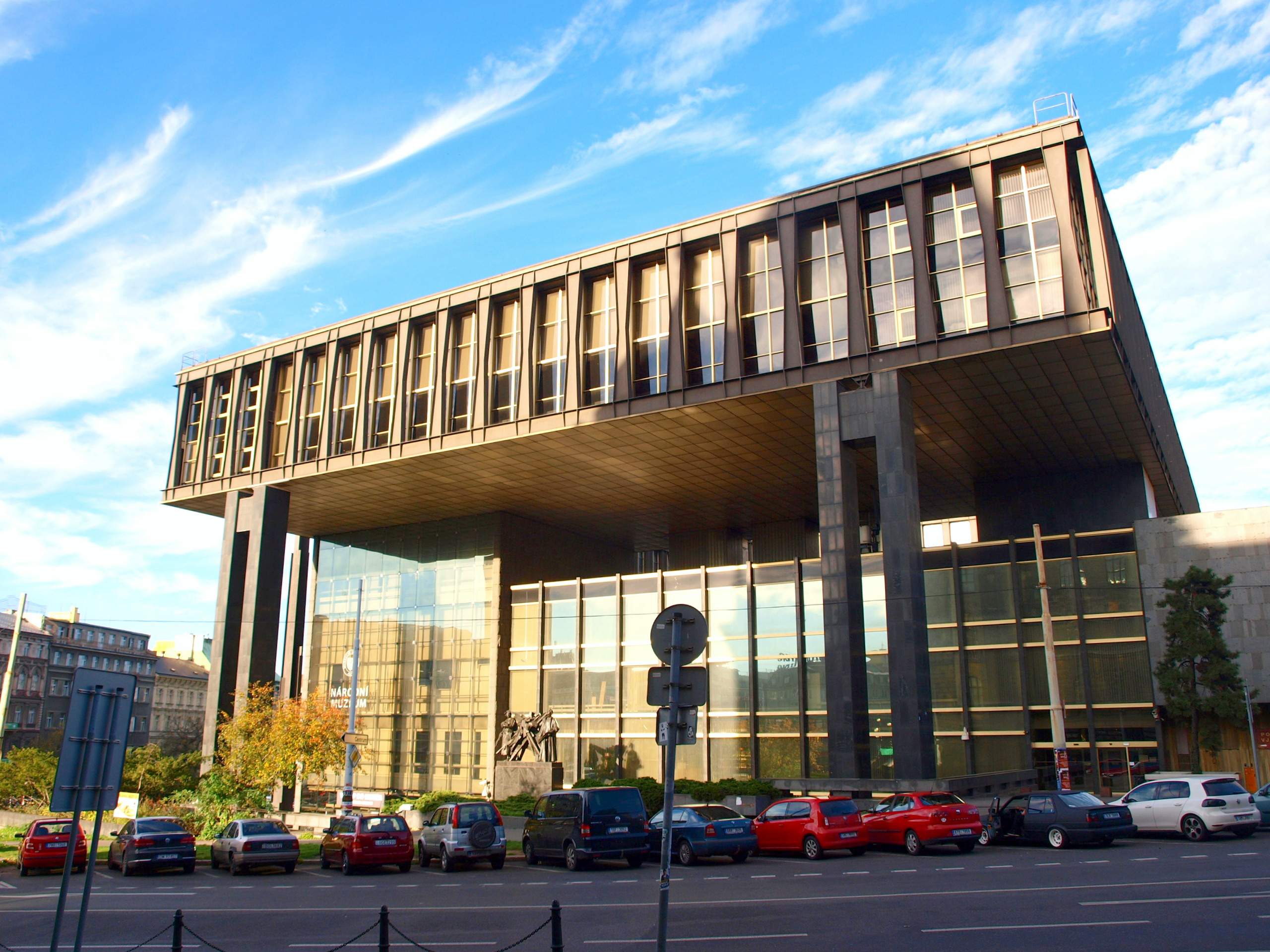
Федеральні збори Чехословаччини

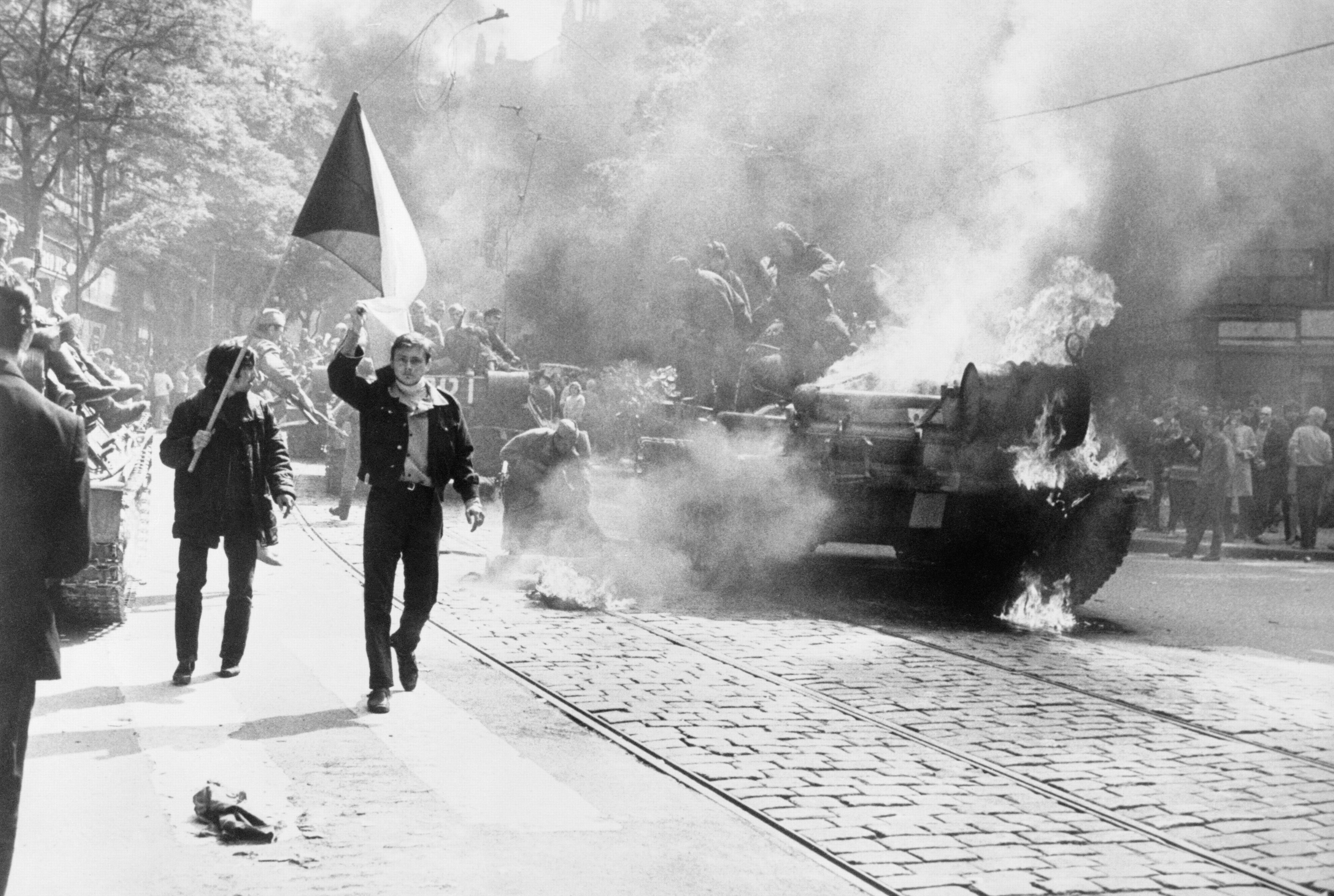
Вторгнення військ Варшавського договору до Чехословаччини

У серпні 1968 СРСР скоїв збройне вторгнення до ЧССР і припинив експеримент «демократичного соціалізму». ЧССР опинилася під радянською окупацією, хоча пасивний опір серед інтелектуальних кіл (рух «Хартії 77») тривав. До влади в Празі та Братиславі прийшли виразно прорадянські елементи, серед яких визначну роль відігравав член політбюро КПЧ, українець В. Біляк. Генеральним секретарем партії, а згодом і президентом ЧССР (після Л. Свободи) став словак Ґ. Гусак; у 1970-х pp. країна стала однією з найбільш інтеґрованих і контрольованих держав радянського блоку.
Економічні взаємини між ЧССР і УРСР визначалися факторами їхнього сусідства, спільного перебування в Раді Економічної Взаємодопомоги й господарською структурою та ресурсами обидвох країн, які значною мірою взаємодоповнювалися. В 1966 ЧССР посідала друге місце в експорті УРСР; у 1967 весь торговельний обіг між Україною і ЧССР перевищив 550 млн крб. Україна експортувала до ЧССР залізну руду (в 1958 — 3657000 т, 74 % чехословацького імпорту, у 1964 — 6953000 т, 75 %), манґан (1964 — 84 % чехословацького імпорту), чавун (74 %) і валець (прокат) (75 %). УРСР постачала також харчові продукти ЧССР: збіжжя, м'ясо, масло й сіль. У 1967 було відкрито газогін «Дружба», який постачав ЧССР природний газ з Дашави. Через міжнародну електропровідну мережу «Мир» Україна постачала ЧССР електроенергію. УРСР брала участь в устаткуванні потужного східнословацького металозаводу в Кошицях. ЧССР зі свого боку спричинилася до модернізації українських копалень і транспорту; чехословацьке обладнання послужило значною мірою до електрифікації залізниць. Між Чопом і Кошицями побудовано ширококолійну залізницю з метою ефективнішого довозу товарів з України. Ввозилися товари чехословацького імпорту й до УРСР: точне приладдя, холодильники, кабелі, хімічні та фармацевтичні продукти, меблі, деякі харчові продукти тощо. Економічні зв'язки та співпраця між ЧССР та УРСР укладено в плані загальнорадянської економічної політики, часто без урахування господарських інтересів України. В організації культурних зв'язків деяку роль відігравали республіканські установи (відділи чехословацького й радянського товариств Дружби) та міжобласні й міжінституційні форми співпраці (наприклад, між Київським і Братиславським університетами). Іноді відбувалися дні української культури в ЧССР та чехословацькі дні в Україні. В Києві діяло генеральне консульство ЧССР. УРСР не мала жодного представництва в ЧССР.

## Розпад
1989 року комуністи втратили владу внаслідок Оксамитової революції, а країну очолив письменник-дисидент Вацлав Гавел — останній президент Чехословаччини і перший президент Чехії.
У 1989–1992 країна мала назву «Чесько-Словацька Федеративна Республіка», проте федерація виявилася нестабільною. 17 липня 1992 року Народна рада Словаччини приймає декларацію про незалежність Словацької республіки. Остаточною ж датою розпаду Чехословаччини вважають 1 січня 1993 року. Провідну роль у веденні мирних переговорів з розділення країни відіграли тодішні прем'єр-міністри республік Вацлав Клаус та Владимир Мечіар. Завдяки мирному протіканню процесу розділу країни, цей розділ іноді називають «Оксамитовим розлученням».

## Населення
Населення (1991): 15,6 мільйонів, національний склад: чехи — 62,8 %, словаки — 31 %, угорці — 3,8 %, цигани — 0,7 %, сілезці — 0,3 %. Також до складу входили люди інших національностей — русини, німці, поляки та євреї.
Природний приріст — 2,7 % в 1985 році, 1,7 % в 1990 році.

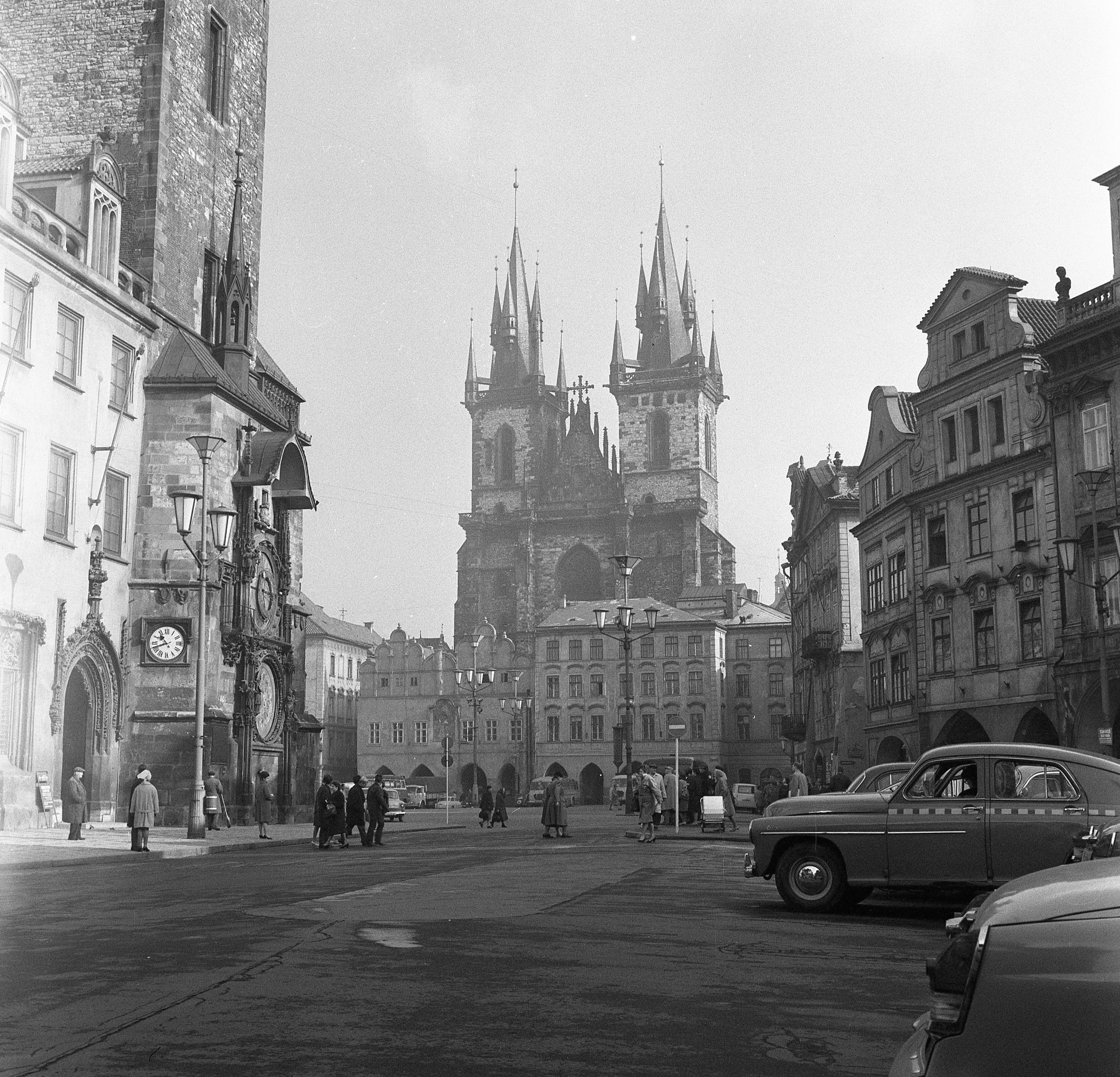
Прага у 1965 (Староміська площа)

У 1989 році тривалість життя становила 67,7 років для чоловіків і 75,3 років для жінок. 23,1 % населення було молодше 15 років, а 19 % були віком старше 60 років.
Щільність населення в 1986 році становила приблизно 121 осіб на квадратний кілометр. Найбільш населений географічний регіон — Моравія, 154 людини на квадратний кілометр. Середній показник для Чехії становив близько 120 осіб, а для Словаччини — близько 106 осіб. Найбільші міста станом на січень 1986 року:
- Прага (Чехія) — 1,2 млн осіб
- Братислава (Словаччина) — 417 103 осіб
- Брно (Чехія) — 385 684 осіб
- Острава (Чехія) — 327 791 осіб
- Кошиці (Словаччина) — 222 175 осіб
- Пльзень (Чехія) — 175 244.